# Hood Billionaire
Hood Billionaire ist das siebte Album des US-amerikanischen Rappers Rick Ross. Es erschien am 24. November 2014 über die Labels Maybach Music, Slip-n-Slide Records und Def Jam Recordings.

## Titelliste
1. Intro
2. Hood Billionaire
3. Coke Like The 80s
4. Heavyweight (feat. Slab)
5. Neighborhood Drug Dealer
6. Phone Tap
7. Trap Luv (feat. Yo Gotti)
8. Elvis Presley Blvd. (feat. Project Pat)
9. Movin' Bass (feat. Jay-Z)
10. If They Knew (feat. Michelle)
11. Quintessential (feat. Snoop Dogg)
12. Keep Doin' That (Rich Bitch) (feat. R. Kelly)
13. Nickel Rock (feat. Boosie Badazz)
14. Burn
15. Family Ties
16. Brimstone (feat. Big K.R.I.T.)

## Rezeption

### Charts
Hood Billionaire stieg auf Platz 6 der US-amerikanischen Billboard 200 ein. In der Schweiz erreichte das Album Rang 66 der Hitparade.

### Kritik
Die E-Zine Laut.de bewertete Hood Billionaire mit drei von möglichen fünf Punkten. Aus Sicht des Redakteurs David Maurer unterhalte Ross zwar „in typischer Albernheit partiell […] auf gewohntem Niveau“, müsse jedoch aufpassen, „dass er sich nicht irgendwann in den Schlaf“ protze. So sei etwa Quintessential lahm und enthalte einen Beitrag von Snoop Dogg, der nicht nur langweile, sondern sogar störe. Trotz dessen biete Ross’ Album „letztendlich einfach zu viele Highlights, um den Hörer nicht doch irgendwie immer wieder ins ‚Maybach Empire‘ hineinzuziehen.“ Big K.R.I.T. unterstreiche als Produzent und Gastsänger auf Brimstone sein Talent, mit dem er „irgendwo zwischen Outkast und Devin The Dude“ zu verorten sei. Auch Jay-Z, Boosie Badazz, Yo Gotti und Project Pat werden für ihre Beiträge gelobt. Ross selber klinge „völlig unbeeindruckt, relaxt und arrogant.“ Zusammengefasst sei die Zeit zwischen der Veröffentlichung von Mastermind und Hood Billionaire jedoch zu kurz gewesen.